# Terry Gross
Terry Gross (* 14. února 1951, Brooklyn, New York, USA) je moderátorka a producentka rozhlasového pořadu Fresh Air, jehož obsah tvoří zejména rozhovory s osobnostmi ze světa kultury, politiky a veřejného života, a také filmové, hudební, knižní a televizní recenze. Fresh Air vzniká od roku 1975 v rádiu WHYY-FM ve Filadelfii a je distribuován po celých Spojených státech amerických prostřednictvím veřejnoprávního rádia NPR.
Za léta uvádění pořadu Fresh Air si získala uznání pro svůj neokázalý a přátelský avšak často zkoumavý styl vedení rozhovorů a pro rozmanitost svých hostů.

## Styl rozhovorů
Deník San Francisco Chronicle napsal, že její rozhovory jsou „pozoruhodnou směsí empatie, vřelosti, zvídavosti a inteligence.“ Věnuje velkou pozornost přípravě – před rozhovory čte knihy zpovídaných, zhlédne jejich filmy či poslouchá jejich alba. Podle deníku Boston Phoenix je „Terry Gross ... téměř jistě nejlepší americkou moderátorkou zabývající se rozhory z oblasti kultury a jednou z nejlepších co se týká všeobecných témat. Její bystré, uvážlivé otázky často vedou její hosty neobvyklými směry. Její rozhovory odhalují zpovídané osoby způsobem, jakým se to jiným moderátorům daří jen zřídka.
Sama Terry Gross v úvodu knihy All I Did Was Ask napsala: „To nejlepší na vytváření pořadu, který se vysílá denně, je vědomí, že vás mnoho posluchačů bere jako pravidelného společníka. Nejhorší naopak je, že mezi jednotlivými uzávěrkami si sotva vydechnete a vše děláte ve spěchu. Téměř vždy si přeji, abych měla více času na přípravu před rozhovory a také abych mohla s hosty strávit delší dobu. Rozhovory (obsažené v této knize) byly udělány "za běhu" a v žádném případě nejsou definitivní. Ale doufám, že je přijmete v duchu v němž jsou nabízeny, jako zábavné a k zamyšlení vybízející konverzace s lidmi, se kterými podle mého názoru stojí za to strávit čas.“

## Hosté pořadu Fresh Air
Mezi zpovídanými osobnostmi byli mimo jiné následující lidé:
Hudebníci: Johnny Cash, Keith Richards, Tom Waits, Leonard Cohen, Neil Young, Patti Smith, R.E.M., Nick Cave, PJ Harvey, The White Stripes, The Black Keys, Ahmir „Questlove“ Thompson, Jay Z, RZA, T-Bone Burnett, Willie Nelson, Charlie Rich, Sharon Jones, Etta James, Ray Manzarek, Paul McCartney, Brian May, Gene Simmons, Trent Reznor, Willie Nelson, Rick Rubin atd.
Filmaři a herci: Woody Allen, Miloš Forman, Meryl Streep, Catherine Deneuve, Dustin Hoffman, Bratři Coenové, Quentin Tarantino, Paul Thomas Anderson, Philip Seymour Hoffman, Charlie Kaufman, Wes Anderson, Colin Firth, Bill Nighy, Sacha Baron Cohen, Chris Rock, Brad Pitt, Richard Linklater, Matt Groening, David Chase, Werner Herzog, David Cronenberg, David Lynch, Isabella Rossellini, Peter Fonda, Michael Caine, Clint Eastwood atd.
Spisovatelé: John Updike, Philip Roth, Norman Mailer, Paul Auster, Nick Hornby, Ken Kesey, Oliver Sacks, Stephen King, Jonathan Franzen, Jon Krakauer, Joan Didion atd.